# 게이토쿠촌
게이토쿠촌(慶徳村)은 후쿠시마현 야마군에 있던 촌이다. 현재의 기타카타시에 해당한다.

## 역사
- 1889년 4월 1일 - 정촌제 시행에 의해 야마군 3촌의 구역으로 성립하였다.
- 1953년 - 마을을 어지럽히는 도둑이 자주 발생하여, 마을 내에서는 범인을 지명하는 선거가 실시되었다. 이 선거에는 주재소 경찰관도 관여하여 사회문제가 되었고, 전국 신문에도 보도되는 소동이 벌어졌다.
- 1954년 3월 31일 - 야마군 기타카타 정, 마쓰야마 촌·이와쓰키 촌·세키시바 촌·구마쿠라 촌·가미산노미야 촌·도요카와 촌과 합병해 기타카타시가 성립하여, 동일 게이토쿠 촌이 폐지되었다.

## 교통

### 철도
촌 지역이 일본국유철도 반에쓰사이 선이 지나갔지만 역은 찾을 수 없었다.

## 참고문헌
- 角川日本地名大辞典 7 福島県